# Eupsophus roseus
Eupsophus roseus (Duméril & Bibron, 1841) è un anfibio anuro della famiglia Alsodidae.

## Distribuzione e habitat
Endemica del Cile. Si trova tra Santiago a nord fino all'Arcipelago di Chonos a sud.

## Tassonomia
La specie presenta numerosi sinonimi:
- Cystignathus roseus Duméril & Bibron, 1841
- Borborocoetes bibronii Bell, 1843
- Borborocoetes grayi Bell, 1843
- Cystignathus sylvestris Tschudi, 1845
- Cyclorhamphus fasciatus Peters, 1869
- Borborocoetes pliciferus Werner, 1896
- Cystignathus nigrita Philippi, 1902
- Borborocoetes insularis var. ruber Philippi, 1902
- Cystignathus pallidus Philippi, 1902
- Cystignathus tympanicus Philippi, 1902
- Cystignathus boedeckeri Philippi, 1902
- Cystignathus oxyglossus Philippi, 1902
- Cystignathus fernandezi Philippi, 1902
- Cystignathus oreophilus Philippi, 1902
- Leptodactylus kreffti Werner, 1904
- Borborocoetes masareyi Roux, 1910
- Paludicola marmorata Gorham, 1966[3]

Alcune specie del genere Eupsophus recentemente determinate (E. septentrionalis Ibarra et al., 2004, E. nahuelbutensis Ortiz et al., 1992, E. contulmoensis Ortiz et al., 1989) sono poste come sinonimi di E. roseus da Correa-Quezada et al. nel 2017 in uno studio di analisi filogenetica sul genere, mentre uno studio successivo le considera specie valide.